# Positive Technologies
Positive Technologies — российская компания, специализирующаяся на разработке решений в сфере информационной безопасности. Компания имеет семь офисов: в Москве, Санкт-Петербурге, Нижнем Новгороде, Новосибирске, Академгородке, Самаре и Томске. Штаб-квартира расположена в Москве.
В 2022 году компания заняла 6-е место в рейтинге крупнейших компаний России в сфере защиты информации по версии CNews Analytics. В 2022 году компания заняла 14-ю строчку в рейтинге самых дорогих компаний Рунета по версии Forbes.
С апреля 2021 года «Позитив Текнолоджиз», одна из компаний «Группы Позитив», находится под санкциями США. С 2023 года компания попала под санкции всех стран Евросоюза.
В декабре 2021 года «Группа Позитив» вышла на Московскую биржу. Она стала первой публичной компанией на российском рынке кибербезопасности, а также первой технологической компанией в РФ, вышедшей на биржу в режиме прямого листинга. В сентябре 2022 года компания провела вторичное публичное размещение (SPO, secondary public offering).

## История
В 2002 году Дмитрий Максимов, Евгений Киреев и Юрий Максимов основали компанию Positive Technologies. Её первым коммерческим продуктом стал разработанный Дмитрием Максимовым сканер уязвимостей XSpider, бесплатную версию которого на тот момент скачали более 300 тысяч пользователей по всему миру.
К 2004 году клиентами компании стали Сбербанк, «ВымпелКом», ММК.
В 2007 году компанию возглавил Юрий Максимов. Он с нуля создал команду белых хакеров, благодаря которой впоследствии появились продукты: MaxPatrol SIEM, PT Network Attack Discovery, MaxPatrol 8, PT Application Firewall. В 2009 году с появлением продукта MaxPatrol 8 компании удалось войти в топ-5 самых быстрорастущих IТ-компаний в России в сфере защиты информации по версии CNews.
В мае 2011 года компания провела первый ежегодный международный форум по практической безопасности Positive Hack Days. В августе 2011 года, по данным аналитического агентства IDC, Positive Technologies вошла в число компаний, формирующих около 60 % российского рынка информационной безопасности.
В 2012 году Positive Technologies вошла в топ-100 российских IТ-компаний года и попала в глобальный рейтинг IDC, включающий крупнейших мировых поставщиков ПО для поиска уязвимостей.
В 2017 году компания IDC в отчёте Russia Threat Intelligence Security Services 2016 Market Analysis and 2017—2021 Forecast включила Positive Technologies в тройку лидеров по объёму рынка интернет-безопасности в России.
В июле 2018 года Positive Technologies стала членом Ассоциации Российского национального комитета Международного совета по большим электрическим системам высокого напряжения (РНК СИГРЭ).
В 2019 году компания вошла в десятку мировых лидеров в сегменте vulnerability assessment по размеру выручки по версии IDC.
В 2020 году РА «Эксперт» включило Positive Technologies в топ-20 крупнейших российских групп и компаний в области ИКТ и топ-10 разработчиков программного обеспечения. В аналитическом отчёте Market Guide for Vulnerability Assessment за 2019 год компания Gartner отметила Positive Technologies в числе заметных вендоров на рынке управления уязвимостями устройств.
В 2020 году компания вошла в топ-20 лучших IT-работодателей России по версии портала «Хабр». В апреле 2020 года Министерство цифрового развития, связи и массовых коммуникаций РФ включило компанию в список системообразующих организаций российской экономики в сфере информации и связи.
По итогам 2020 года Positive Technologies заняла 49-е место в рейтинге CNews Analytics «CNews100: Крупнейшие ИТ-компании России 2020», 19-е — в рейтинге «CNewsFast: Самые быстрорастущие ИТ-компании 2020» и 11-е место в рейтинге «CNews Security: Крупнейшие компании России в сфере защиты информации 2020».
В августе 2021 года Юрий Максимов, занимавший пост генерального директора с 2007 по 2021 год, принял решение покинуть эту должность и возглавить совет директоров ПАО «Группа Позитив». По решению топ-менеджмента компании новым генеральным директором стал Денис Баранов.
31 октября 2022 года газета «Коммерсантъ» сообщила о существенном росте выручки компании: за три квартала 2022 года Positive Technologies увеличила чистую прибыль в 32 раза.

### Санкции
В апреле 2021 года Министерство финансов США внесло в санкционный список одно из юридических лиц «Группы Позитив». По мнению министерства, компания оказывала поддержку госорганизациям (включая ФСБ) и проводила форумы по практической безопасности, где сотрудники спецслужб якобы могли вербовать хакеров. Сама компания эти обвинения отвергла.
15 апреля 2023 года, из-за вторжения России на Украину, компания попала под санкции Украины. В июне 2023 года Positive Technologies внесли в список компаний 11-го пакета санкций стран Евросоюза, отмечая что компания представляет собой организацию, осуществляющую деятельность в российском IT-секторе с лицензией, выданной ФСБ.

### Первое публичное размещение
В июле 2020 года Positive Technologies дебютировала на Московской бирже с выпуском облигаций на 500 млн рублей. Облигации сроком обращения три года были размещены по открытой подписке с первоначальной ориентацией на крупных розничных инвесторов и пакетные покупки ценных бумаг. Целью подобного решения руководители назвали создание сообщества совладельцев, которые могут и хотят влиять на развитие компании.
В начале декабря 2021 года рейтинговое агентство «Эксперт РА» присвоило «Группе Позитив» рейтинг кредитоспособности на уровне ruА-, прогноз рейтинга был определен как «позитивный».
В декабре 2021 года «Группа Позитив» вышла на Московскую биржу и стала первой публичной компанией на российском рынке кибербезопасности, а также первой компанией в РФ, вышедшей на биржу в режиме прямого листинга. Акции компании были включены в котировальный список второго уровня Московской биржи (торговый код — POSI). На биржу поступило более 10 % акций, которые принадлежат миноритарным акционерам. Общее число продающих акционеров составило около 1400 человек. По итогам первого дня капитализация компании составила 65 млрд руб.
За период с декабря 2021 года по сентябрь 2022 года число акционеров компании выросло до 80 000. В августе рейтинговое агентство «Эксперт РА» повысило рейтинг кредитоспособности Positive Technologies до уровня ruA+ и определило прогноз на уровне «стабильный».
В августе 2022 года все размещенные привилегированные акции компании были конвертированы в обыкновенные. Таким образом, общее количество размещенных обыкновенных акций составляет 66 млн.
С 16 сентября 2022 года бумаги компании вошли одновременно в три индекса Московской биржи: индекс акций широкого рынка, индекс средней и малой капитализации, индекс информационных технологий.
20 сентября 2022 года Московская биржа перевела акции Positive Technologies в первый котировальный список.
В мае 2022 года компания выплатила акционерам дивиденды по итогам 2021 года в объеме 950 млн рублей, или 14,4 рублей на одну обыкновенную и на одну привилегированную акцию. В ноябре 2022 года компания осуществила дополнительную выплату дивидендов акционерам в размере 5,16 рубля на акцию или 340,6 млн рублей. Суммарный объём дивидендных выплат в 2022 году, по сообщению компании, составил 100 % чистой прибыли по управленческой отчетности.

### SPO
19 сентября 2022 года «Группа Позитив» объявила о начале сбора заявок в рамках SPO. Крупные акционеры компании предложили инвесторам до 2,64 млн принадлежащих им обыкновенных акций (4 % от общего объема).
28 сентября компания объявила итоги SPO. С 19 по 27 сентября «Группа Позитив» собрала заявки от примерно 10 000 инвесторов (более 90 % — физические лица). Positive Technologies продала 932 000 обыкновенных акций, принадлежащих крупным владельцам компании, и довела долю акций в свободном обращении с 10,5 до 11,9 %. Размещение пришлось на период рекордного падения российского фондового рынка, что не позволило компании полностью осуществить планы: из запланированных 3 млрд рублей она привлекла 1 млрд.

## Деятельность
В клиентской базе Positive Technologies более 2000 компаний со всего мира, среди них — 80 % крупнейших российских компаний из рейтинга «Эксперт-400».
Цель компании — недопущение реализации недопустимых событий для организаций, отраслей и стран. В 2021 году в портфеле компании появился метапродукт MaxPatrol O2 — технологическое решение, которое позволяет легко обнаруживать и останавливать киберпреступников до того, как они смогут нанести непоправимый ущерб.
Основные направления деятельности:
- разработка программных продуктов в области информационной безопасности;
- исследования в области практической информационной безопасности;
- консалтинговые и сервисные услуги в области информационной безопасности (комплексный аудит ИБ, тестирование на проникновение, оценка защищённости, обнаружение, реагирование и расследование сложных инцидентов, мониторинг защищённости корпоративных систем).

Клиентами компании являются государственные и финансовые структуры, а также телекоммуникационные, промышленные, сервисные, ретейловые и IТ-компании.
Продукты, сервисы и эксперты Positive Technologies защищали от кибератак Зимние Олимпийские игры в Сочи (2014), Чемпионат мира по футболу (2018), Универсиаду в Красноярске (2019) и другие общественно значимые события.
В июне 2012 года Positive Technologies разработала программу Positive Education для содействия российским вузам в подготовке кадров в области информационной безопасности. В 2017 году программу обновили: компания бесплатно предоставила вузам два новых продукта, свежие методические материалы, практические работы с анализом реальных инцидентов. К 2017 году в программе участвовало 91 высшее учебное заведение России.

### PT Expert Security Center
PT Expert Security Center (PT ESC) — экспертный центр безопасности. Официальное открытие центра состоялось в ноябре 2015 года, хотя фактически его деятельность началась раньше: в 2014 году PT ESC обеспечивал безопасность зимних Олимпийских игр в Сочи. В PT ESC работают более 100 экспертов в различных областях кибербезопасности. Центр занимается всеми аспектами практической безопасности и совершенствованием технологий защиты. Команда PT ESC обнаружила неизвестные ранее хакерские группировки (SongXY, TaskMasters, ChamelGang и другие) и расследовала крупнейшие киберинциденты в России и СНГ.

### PT SWARM
PT Security Weakness Advanced Research and Modeling — команда исследователей безопасности. Обнаружила множество опасных уязвимостей нулевого дня в продуктах Intel, Cisco, VMware, Siemens, Citrix и др.

### Форум PHDays и кибербитва The Standoff
С 2011 года компания проводит ежегодный международный форум по практической безопасности Positive Hack Days (PHDays), который является крупнейшим в Европе. На PHDays выступают российские и зарубежные разработчики, эксперты по информационной безопасности и белые хакеры, проводятся закрытые и открытые круглые столы с участием представителей государственной власти, крупнейших отечественных и международных компаний, проходят мастер-классы и лабораторные практикумы. Докладчиками мероприятия в разные годы становились Брюс Шнайер, Уитфилд Диффи, Владимир Жириновский, Наталья Касперская.
С 2016 года в рамках PHDays проходят международные киберучения по защите информационных ресурсов The Standoff, в которых принимают участие команды экспертов из разных стран. С 2020 года мероприятие вошло в Книгу рекордов России как самые масштабные открытые киберучения: в 2021 году за ходом онлайн-битвы наблюдали 64 тысячи зрителей.
Специально для учений был разработан киберполигон, позволяющий моделировать неприемлемые события и анализировать безопасность реальных промышленных систем.

### Портал SecurityLab.ru
В 2004 году портал по информационной безопасности SecurityLab.ru стал частью Positive Technologies. Сейчас он является самым посещаемым веб-ресурсом индустрии кибербезопасности в России. На портале публикуются новости о событиях в области защиты информации со всего мира, бюллетени безопасности производителей ПО, аналитика, информация обо всех опубликованных уязвимостях с рекомендациями по их устранению.

## Продукты
MaxPatrol SIEM ― система мониторинга событий информационной безопасности. В 2020 году компания заработала на MaxPatrol SIEM 1,6 млрд рублей, а рост продаж составил 85 %. В апреле 2025 года продажи сертифицированной ФСТЭК России версии MaxPatrol SIEM были приостановлены до обновления сертификата ФСТЭК России.
MaxPatrol VM позволяет выстроить процесс управления уязвимостями и контролировать защищённость IT-инфраструктуры в любой момент времени. В основе продукта ― технология управления активами security asset management (SAM), благодаря которой система собирает, обновляет и хранит полную информацию об активах компании и на базе этого автоматически определяет новые уязвимости на узлах.
PT Extended Detection and Response (PT XDR) — решение для выявления сложных киберугроз и реагирования на них. Собирает и анализирует разрозненные данные из множества систем, позволяет обнаруживать действия хакера в любой инфраструктуре и автоматически реагировать на атаки.
PT Industrial Security Incident Manager (PT ISIM) ― система анализа трафика сетей АСУ ТП. Обеспечивает поиск следов нарушений информационной безопасности в технологических сетях, помогает на ранней стадии выявлять кибератаки, активность вредоносного ПО, неавторизованные действия персонала (в том числе злоумышленные) и обеспечивает реализацию широкого перечня АСУ ТП в соответствии с требованиями законодательства.
PT Network Attack Discovery (PT NAD) ― система глубокого анализа сетевого трафика для выявления атак на периметре и внутри сети. PT NAD обеспечивает видимость происходящего в сети, обнаруживает активность злоумышленников и помогает в расследованиях инцидентов.
PT Application Inspector — инструмент для выявления уязвимостей в приложениях с использованием статического, динамического, интерактивного методов и анализа сторонних компонентов.
PT Application Firewall — межсетевой экран уровня веб-приложений, предназначенный для защиты веб-ресурсов организаций от кибератак, включая угрозы из списка OWASP Top-10, WASC, L7 DDoS и атаки нулевого дня. Визионер магического квадранта Gartner.
PT Sandbox ― система класса «песочница». Позволяет защитить инфраструктуру компании от целевых и массовых атак с применением вредоносного ПО и угроз нулевого дня. Проверяет в изолированной виртуальной среде попадающие в компанию файлы и ссылки, выдаёт вердикт об их вредоносности или легитимности, блокирует угрозы.
PT MultiScanner ― система защиты от вирусных угроз. Выявляет распространённые вредоносные программы, блокирует их распространение в инфраструктуре и обнаруживает скрытое присутствие зловредов.
XSpider — сканер уязвимостей, позволяющий оценить уровень защищённости сети компании . Проверяет рабочие станции, серверы, сетевые устройства и веб-приложения. Cканирует узлы без применения заранее установленных агентов.
MaxPatrol 8 — система контроля защищённости и соответствия стандартам. Используется для оценки защищённости IТ-инфраструктуры, позволяет получить объективную оценку эффективности процессов ИБ, а также обеспечить выполнение требований стандартов.
MaxPatrol O2 — продукт, обеспечивающий кибербезопасность и защиту на основе недопустимых для бизнеса событий. Позволяет выявлять и останавливать атакующих силами одного эксперта. Представлен в 2021 году.
PT BlackBox — сканер динамического анализа приложений, ориентированный на поиск уязвимостей методом черного ящика. Представлен в 2022 году.

## Финансовые показатели

### Структура акционеров
Распределение акций:
- Основные акционеры (лица, владеющие 5 % и более от уставного капитала): 67,31 %
- Топ-менеджмент — 15,49 %
- Миноритарные акционеры (акции в свободном обращении) — 17,2 %

Количество акционеров: более 180 000

### Финансовая отчетность
Согласно аудированной отчетности по итогам деятельности за второй квартал и первые шесть месяцев 2023 года бизнес компании продолжил рост: объем отгрузок увеличился на 71 % к аналогичному периоду прошлого года — до 3,3 млрд рублей. По итогам первого полугодия отгрузки выросли на 43 % и составили 4,6 млрд рублей, валовая прибыль отгрузок увеличилась на 45 % и составила 4,4 млрд рублей (99 % от общего объема отгрузок). Рост ключевых показателей компании находит отражение в росте капитализации, которая с момента начала торгов акциями в декабре 2021 года увеличилась более, чем втрое.

### Рейтинговые оценки
- Рейтинговое агентство АКРА в 2024 году присвоило ПАО «Группа Позитив» рейтинговую оценку AA(RU) со стабильным прогнозом. В 2025 году рейтинг был понижен до AA-(RU)[85].
- Рейтинговое агентство «Эксперт РА» в 2021 году присвоило ПАО «Группа Позитив» рейтинговую оценку ruA- со стабильным прогнозом, в 2022 году рейтинг был повышен до ruA+, в 2023 - до ruAA. Подтверждён в 2024 и 2025 годах[86]. АО «Позитив Текнолоджиз» получило в 2022 году рейтинговую оценку ruA+, в 2023 рейтинг был повышен до ruAA и подтверждён в 2024 и 2025 годах[87].